# Jaroslav Hašek
Jaroslav Hašek (Prága, 1883. április 30. – Lipnice, 1923. január 3.) cseh humorista és szatirikus író. Legismertebb műve a Švejk, a derék katona, amelyet több mint hatvan nyelvre fordítottak le.

## Életútja
Prágában született, Josef Hašek középiskolai matematikatanár fiaként. Vallási fanatikus édesapja alkoholmérgezésben halt meg, amikor Hašek 13 éves volt. Ezután szegénységük miatt a háromgyermekes családnak gyakran kellett költöznie.
Hašek 1902-ben érettségizett egy cseh kereskedelmi akadémián. Rövid ideig banktisztviselőként dolgozott, majd szabadfoglalkozású író és újságíró lett.
1906-ban csatlakozott az anarchista mozgalomhoz. Rendszeresen felolvasásokat tartott munkások előtt, majd 1907-ben az anarchista Kommuna lap szerkesztője lett. A rendőrség folyamatosan figyelemmel kísérte, többször letartóztatták és bebörtönözték. Egy alkalommal több hónapnyi börtönbüntetést kapott egy rendőrtiszt megtámadásáért.
1905 végén ismerte meg későbbi feleségét, Jarmila Mayerovát. Mivel a lány szülei nem tartották megfelelő férjnek az anarchista írót, a szerelmes Hašek megpróbált visszalépni az anarchizmustól, és íróként állásba lépett. Amikor az írót ismét letartóztatták, a lányt szülei vidékre vitték, remélve, hogy ezzel kapcsolatuknak vége szakad. Ez ugyan nem történt meg, de Hašek végleg szakított az anarchizmussal, és kizárólag az írásnak szentelte magát. 1910-ben a Svět zvířat (Állatok Világa) című lap szerkesztője lett.
1910 májusában feleségül vette Jarmila Mayerovát. Az Állatok Világá-tól rövidesen elbocsátották az általa kitalált állatokról írott cikkei miatt. Házassága nem volt boldog; 1913-ban az asszony visszaköltözött szüleihez.
Az első világháború alatt, 1915 februárjában Hašek belépett a hadseregbe. A fronton töltött rövid idő után szeptemberben megadta magát az oroszoknak. 1916-ban elengedték a fogolytáborból, hogy propagandistaként csatlakozzon az újonnan alakuló Csehszlovák Légióhoz.
Az októberi forradalom után Oroszországban maradt, belépett a bolsevik pártba és ismét megnősült. Ufában, Krasznojarszkban és Irkutszkban élt és dolgozott, mint a keleti front 5. hadseregének politikai tisztje. Hašek – aki már Prágában megtanult magyarul – több, jórészt kétnyelvű hadifogolylapot is szerkesztett: Világforradalom (Die  Weltrevolution), Krasznaja Jevropa (Vörös Európa, Rothe  Europa), Nachrichten (Hírek) és a Roham (Sturm) címűt. 1920-ban a párt Csehszlovákiába küldte. A helyi pártszervezet gyanakvással fogadta, így Hašek hamarosan visszatért korábbi életmódjához. Az író nem volt túl népszerű, mivel árulónak és bigámistának tekintették.
A Švejk, a derék katona és egyéb különös történetek című könyve 1912-ben jelent meg. Ebben a műben bukkan fel először Švejk alakja, de a szeretetre méltó együgyű figura csak a világháború után, a regénnyel vált híressé. A regény utolsó fejezeteit Hašek betegsége miatt már csak diktálni tudta. 1923-ban, tüdőtágulás és szívbénulás következtében, nem egészen 40 évesen meghalt. Regényét Karel Vanek, újságíró barátja fejezte be.

## Nyelvtudása
Rendkívüli memóriája, hosszú európai vándorlásai valóságos poliglottá tették. Jól beszélt magyarul, németül, lengyelül, szerbül, szlovákul és oroszul. Franciául és egy cigány nyelvjárásban is ki tudta fejezni magát, oroszországi tartózkodása alatt pedig tatárul és baskírul is megtanult, emellett foglalkozott a kínai és a koreai nyelvvel is.

## Érdekességek
- A Švejk utóéletét, folytatásait, átdolgozásait lásd[24]
- Hašek megalapította a Lassú Haladás a Törvényes Határokon Belül pártot, és az így összegyűjtött pénzt kocsmázásra fordította
- Bertolt Brecht 1942–43-ban folytatást írt a Švejkhez (Švejk a második világháborúban – színmű)
- Az ő nevét viselte a 2017-ben megszűnt Budapest és Prága között közlekedő Jaroslav Hašek EuroCity vonat

## Magyarul megjelent művei

### 1989-ig
- Infanterist Svejk viszontagságai a nagy háborúban, 1-3.; ford. Katona Fedor [Karikás Frigyes]; Monde, Paris, 1930–1932 (A Monde magyar könyvei)
- Infanteriszt Svejk, 1-3.; ford. Karikás Frigyes; Anonymus, Bp., 1945
- Jaroszláv Hasek: Svejk, a jó katona; ill. Jozef Lada; Testvériség-Egység, Újvidék, 1954
- A Balaton partján. Történetek a régi Magyarországból; ford. Tóth Tibor, bev. Zdena Ancik; Csehszlovákiai Magyar Kiadó, Bratislava, 1954
- Fekete-sárga panoptikum. Szatírák és humoreszkek; vál., ford. Tóth Tibor; Szépirodalmi, Bratislava, 1956
- Svejk. Egy derék katona kalandjai a világháborúban. Szatirikus regény, 1-2.; ford. Réz Ádám, bev. Kovács Endre; ill. Josef Lada; Szlovákiai Szépirodalmi, Bratislava, 1956
- Vidám állatkert. Válogatott humoreszkek; vál., ford., utószó Tóth Tibor; Szlovákiai Szépirodalmi, Bratislava, 1957
- Az ibolyakék mennykő. Válogatott szatírák és humoreszkek; vál., utószó Bretislav Truhlár, ford. Tóth Tibor; Európa, Bp., 1961
- Hörcsög a díványban; vál., ford. Tóth Tibor, ill. Mayer Gyula; Magvető, Bp., 1964 (Vidám könyvek)
- Az elhagyott latrinán. Válogatott szatírák, humoreszkek és elbeszélések; vál. Hosszú Ferenc, ford. Tóth Tibor; Európa, Bp., 1969 (Európa zsebkönyvek)
- Dekameron; vál. Hubik István, ford. D. Sidó Ágnes et al., ill. Josef Lada; Európa, Bp., 1975
- Az út avagy. Komédia. Svejk, a derék katona további kalandjai; Jaroslav Hasek Svejk c. regénye alapján színpadra alkalmazta Verebes István, ford. Réz Ádám, rend. Szurdi Miklós; Szigligeti Színház–Verseghy Ferenc Megyei Könyvtár, Szolnok, 1980 (A Szolnoki Szigligeti Színház műhelye)
- Josef Lada: Svejk, a derék katona kalandjai képekben; ford. Tandori Dezső; Helikon, Bp., 1982
- Alserbach százados háborús zárszámadása. Válogatott szatírák és humoreszkek; vál., szerk., jegyz. Tabák András, ford. Bába Iván et al.; Zrínyi, Bp., 1986 (Zrínyi-zsebkönyvek)

### 1990 után
- Svejk, a derék katona a háború előtt és más furcsa történetek; vál., szerk. Hunyadi Csaba, ford. Bába Iván, Mayer Judit, Tóth Tibor; Szukits, Szeged, 1996 (Igényes könyvtár)
- Svejk, a derék katona fogságban és más furcsa történetek; vál., szerk. Hunyadi Csaba, ford. Hubik István et al.; Szukits, Szeged, 1997 (Igényes könyvtár)
- Lőcsei közjáték; vál., szerk. Kiss Gy. Csaba, ford. Tóth Tibor et al., ill. Josef Lada; Felsőmagyarország, Miskolc, 2001 (Felföldi kincsestár)
- Szemelvények a törvény keretein belül mérsékelten haladó párt történetéből; ford. Magyar György; Glória–Magyarországi Svejk-társaság, Bp., 2002
- Karel Vaněkː Švejk az orosz fronton; ford. Balázs Andrea, ill. Josef Lada; LAZI, Szeged, 2002
- Betyárhistória; ford. Hubik István et al., szerk. Kiss Szemán Róbert, ill. Josef Lada; Cartaphilus, Bp., 2004
- Szerencsétlen kandúrhistória; szerk. Kiss Szemán Róbert, ford. Beke Márton et al.; Cartaphilus, Bp., 2007
- Švejk, a derék katona a háború előtt és más furcsa történetek; Rebeka és Panni, Rétság, 2007
- Amikor a bolsik betiltották a karácsonyt; ford. Kiss Szemán Róbert, Kiss Szemán Katalin, Zádor Margit, ill. Josef Lada; Cartaphilus, Bp., 2008
- A szerencsétlen rendőrfőnök; vál., szerk. Kiss Szemán Róbert; ford. Kiss Szemán Róbert, Zádor András, Zádor Margit; Cartaphilus, Bp., 2010
- A Balaton partján és más írások; vál., szerk. Kis Szemán Róbert; Helikon, Bp., 2016 (Helikon zsebkönyvek)
- Švejk füveskönyve. Én, kérem, hivatalos hülye vagyok; vál., szerk., utószó Kocsis Péter, ford. Réz Ádám; Lazi, Szeged, 2020
- A távcsőaffér. Útirajzok a Monarchia tájairól; ford. Száz Pál; Typotex, Bp., 2024 (Typotex világirodalom)

## Magyar fordítói
- Bába Iván
- Beke Márton
- D. Sidó Ágnes
- Hubik István
- Karikás Frigyes
- Kiss Szemán Róbert
- Kiss Szemán Katalin
- Magyar György
- Mayer Judit
- Réz Ádám
- Száz Pál
- Tandori Dezső
- Tóth Tibor
- Zádor András
- Zádor Margit

## Képgaléria

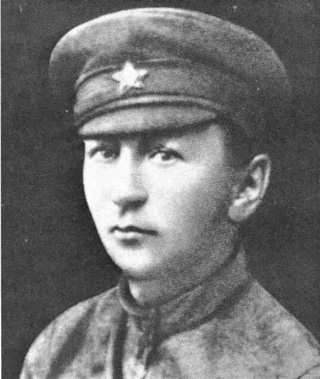
Jaroslav Hašek 1920-ban a szovjet Vörös Hadsereg egyenruhájában
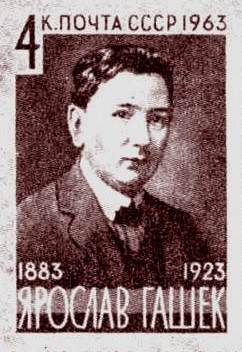
Az író portréja az 1963-ban kiadott szovjet bélyegen
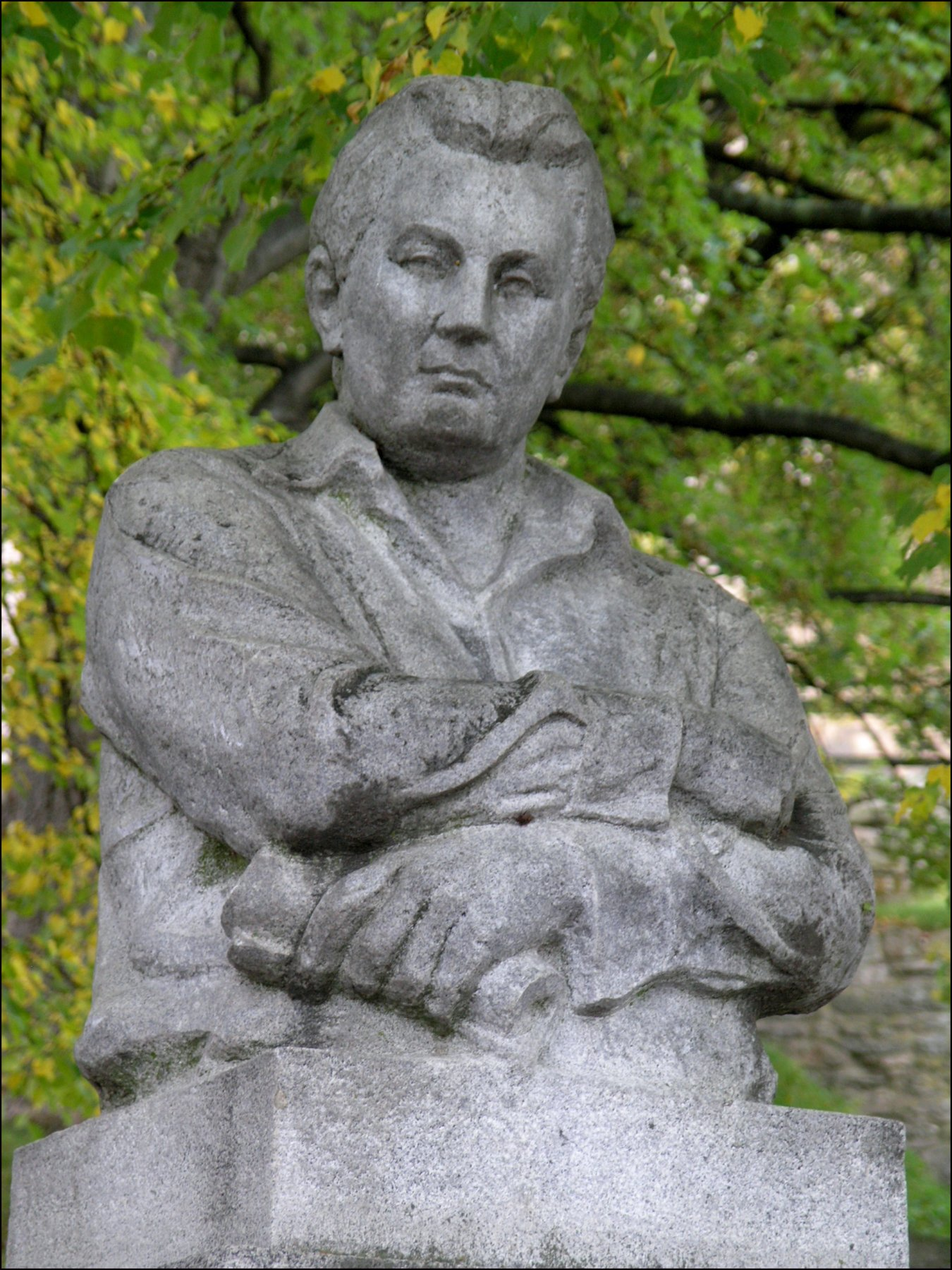
Jaroslav Hašek emlékműve Lipnicében
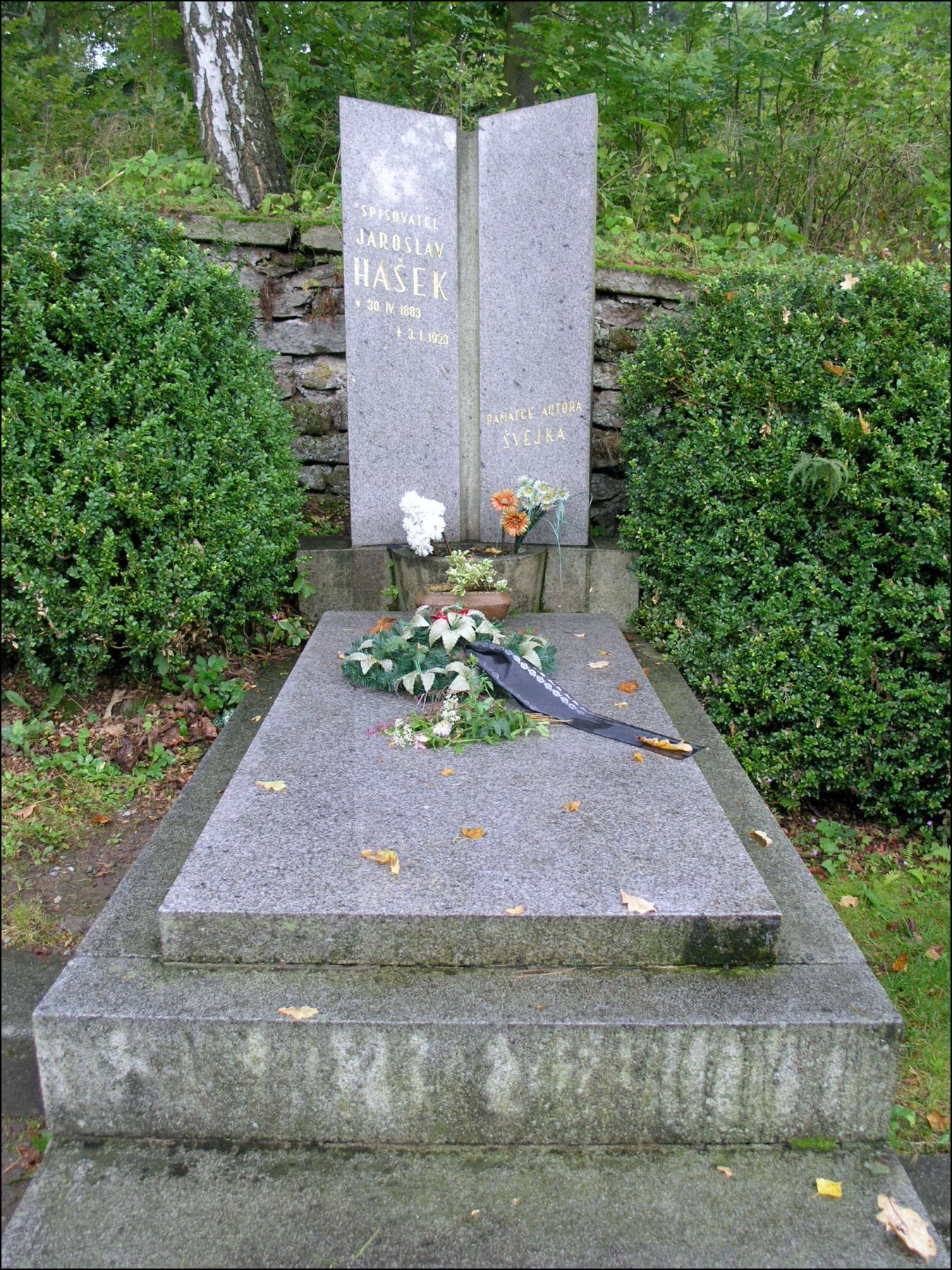
Síremléke Lipnicében